# Hugo Hanke
Wilhelm Hugo Hanke (* 8. Mai 1837 in Eilenburg; † 31. März 1897 in Berlin) war ein deutscher Bauunternehmer und Mitglied der Berliner Stadtverordnetenversammlung.

## Leben
Wilhelm Hugo Hanke war ein Sohn des Rechtsanwalts Justizrat Wilhelm Theodor Hanke in Eilenburg und dessen Ehefrau Therese Luise geb. Gading. Nach dem Besuch der Königlichen Landesschule Pforta von 1853 bis 1855 und dem Abitur an der Lateinischen Hauptschule in Halle 1857 begann er ein Studium der Rechtswissenschaften an der Universität in Halle. Später wechselte er ins Baufach und ging nach Berlin, wo er 1863 als Feldmesser an der Königlichen Ministerial-Baukommission vereidigt wurde. Er war anfangs an Vorarbeiten für die Halle-Sorauer und die Berlin-Görlitzer Eisenbahn tätig und leitete dann die Vorarbeiten für weitere Bahnstrecken.
Im Jahr 1870 heiratete Hugo Hanke in Berlin Anna Heinrich und schied unmittelbar danach aus dem Dienst aus, da er zu Beginn des Deutsch-Französischen Kriegs als Vizefeldwebel einberufen wurde. Dort wurde ihm die Betriebsleitung der Bahnstrecke Nancy–Toul–Épernay übertragen.
Im Jahr 1872 bestand Hanke die Baumeisterprüfung und wurde, gemeinsam mit seinem kaufmännischen Kollegen Julius Wolff, Direktor der Berlin-Charlottenburger Bauverein AG, ab 1876 wurde er als Bauunternehmer geführt. 
Um 1879 wurde Hanke als Liquidator des Aktien-Bauvereins Tiergarten eingesetzt. 1881/82 war er Mitinhaber der Berliner Krahngesellschaft H. Bachstein & Co. und wurde als Liquidator der Berliner Zucker-Raffinerie AG eingesetzt. Von 1881 bis 1885 und erneut ab 1893 bis zu seinem Tod 1897 war Hanke Mitglied der Berliner Stadtverordnetenversammlung. 
Als 1879 zum Bau des National-Panoramas die Brüsseler Société anonyme des Panoramas de Berlin gegründet wurde, war Hanke deren Vorsitzender und nach Gründung der Tochtergesellschaft Berliner Panorama-Gesellschaft von 1881 bis 1897 deren Direktor. Die Gesellschaft zeigte in einem Rundbau auf dem Grundstück Panoramastraße 1 am Bahnhof Alexanderplatz, dem Sedan-Panorama, das „Panorama der Schlacht von Sedan“.
Anfang der 1880er Jahre wurde Hanke mit den Grundstücksverhandlungen zum Ausbau und Verbreitung des Kurfürstendamms beauftragt. Im Gegenzug dafür erbat er sich die Konzession für eine Pferdebahn auf dem Kurfürstendamm. Am 20. Januar 1883 kam es zum Vertragsabschluss zwischen ihm und der Stadt Charlottenburg. Die am 22. Dezember 1882 gegründete Kurfürstendamm-Gesellschaft übernahm mit einem Kapital in Höhe von 8 Millionen Mark (kaufkraftbereinigt in heutiger Währung: rund 72 Millionen Euro) dessen Ausführung und Hanke wurde zum technischen Direktor der Gesellschaft ernannt. An der Anlage der Villenkolonie Grunewald war er maßgeblich beteiligt.
Im Jahr 1885 ließ er von den Architekten Knoblauch & Wex ein Haus in der Königgrätzer Straße 123b errichten (nicht erhalten, heute Stresemannstraße).
Sein Bruder Paul Hanke (1839–1916) war ebenfalls Baumeister und im Eisenbahndienst in Berlin, Köln, Frankfurt am Main und Dortmund tätig.
Das Familiengrab befindet sich auf dem Dreifaltigkeitskirchhof II in Berlin-Kreuzberg.

## Ehrungen
Ihm zu Ehren wurde 1910 bei der Umgestaltung des Scheunenviertels die neu angelegte Hankestraße benannt. 1911 wurde sie erstmals im Berliner Adressbuch genannt. Sie ist seit 1969 Teil der Rosa-Luxemburg-Straße zwischen Rosa-Luxemburg-Platz und Torstraße.

## Hugo und Anna Hanke-Stiftung
Um 1901 gründete seine Witwe Anna die Hugo und Anna Hanke-Stiftung mit einem Stiftungskapital von mehr als 5 Millionen Mark (kaufkraftbereinigt in heutiger Währung: rund 42 Millionen Euro). Eine andere Quelle nennt für 1910 3 Millionen Mark. Als Stiftungszweck wurde noch 2015 mit der ursprünglichen Formulierung „Finanzielle Unterstützung bedürftiger Bürger Berlins, welche nicht der öffentlichen Armenpflege anheimgefallen sind“ angegeben. Mit Stand von 1910 wurde den Empfängern ein bis drei Jahre lang eine monatliche Rente von 30 Mark ausgezahlt. Bevorzugt wurden „Angehörige und Nachkommen der Familie der Stifterin“. Wie dieser Zweck im heutigen System staatlicher Sozialleistungen zu interpretieren ist, bleibt unklar.